# Laphystia lanhami
Laphystia lanhami är en tvåvingeart som beskrevs av James 1941. Laphystia lanhami ingår i släktet Laphystia och familjen rovflugor. Inga underarter finns listade i Catalogue of Life.